# فرودگاه بریستول (کانادا)
فرودگاه بریستول (به انگلیسی: Bristol Aerodrome) یک فرودگاه خصوصی است که یک باند فرود چمن دارد و طول باند آن ۵۰۶ متر است. این فرودگاه در کشور کانادا قرار دارد و در ارتفاع ۱۷۵ متری از سطح دریا واقع شده‌است.